# Kuusamon Pallo-Karhut
Kuusamon Pallo-Karhut est un club finlandais de volley-ball fondé en 1966 et basé à Kuusamo, évoluant pour la saison 2019-2020 en LML.

## Palmarès
- Coupe de Finlande
  - Finaliste : 2017.

## Effectifs

### Saison 2020-2021
| No                                                                                    | Nom                                                                                   | Date de naissance                                                                     | Taille                         | Poids                          | Poste                          |
| ------------------------------------------------------------------------------------- | ------------------------------------------------------------------------------------- | ------------------------------------------------------------------------------------- | ------------------------------ | ------------------------------ | ------------------------------ |
| 1                                                                                     | Ella Autere                                                                           | 9 juin 2000                                                                           | 189                            | 76                             | Centrale                       |
| 2                                                                                     | Venla Huurne                                                                          | 13 mai 1997                                                                           | 178                            | 70                             | Passeuse                       |
| 3                                                                                     | Jenna Mustonen                                                                        | 3 avril 2002                                                                          | 176                            | 83                             | Réceptionneuse-attaquante      |
| 4                                                                                     | Jonna Wasserfaller                                                                    | 20 avril 1994                                                                         | 176                            | 73                             | Centrale                       |
| 6                                                                                     | Jessica Kosonen                                                                       | 9 mars 1997                                                                           | 174                            | 62                             | Réceptionneuse-attaquante      |
| 8                                                                                     | Tai Beirria                                                                           | 1er janvier 1998                                                                      | 184                            |                                | Réceptionneuse-attaquante      |
| 9                                                                                     | Rita Timonen                                                                          | 11 novembre 2000                                                                      | 161                            |                                | Libero                         |
| 10                                                                                    | Polina Malik                                                                          | 18 novembre 1998                                                                      | 183                            | 70                             | Attaquante                     |
| 11                                                                                    | Milka Koskenkorva                                                                     | 15 novembre 1995                                                                      | 172                            | 70                             | Libero                         |
| 12                                                                                    | Linda Andersson                                                                       | 12 janvier 1998                                                                       | 188                            | 66                             | Centrale                       |
| 13                                                                                    | Viivi Pyhäjärvi                                                                       | 10 mars 1999                                                                          | 178                            | 61                             | Réceptionneuse-attaquante      |
| 17                                                                                    | Taylor Lindberg                                                                       | 21 juillet 1996                                                                       | 178                            |                                | Passeuse                       |
|                                                                                       |                                                                                       |                                                                                       |                                |                                |                                |
| Encadrement technique                                                                 | Encadrement technique                                                                 |                                                                                       | Légende                        | Légende                        | Légende                        |
| Entraîneur : Tuomas Alatalo                                                           | Entraîneur : Tuomas Alatalo                                                           | Entraîneur : Tuomas Alatalo                                                           | : Capitaine                    | : Capitaine                    | : Capitaine                    |
| Entraîneur(s) adjoint(s) : Argiris Antifakos Entraîneur(s) adjoint(s) : Reijo Jokinen | Entraîneur(s) adjoint(s) : Argiris Antifakos Entraîneur(s) adjoint(s) : Reijo Jokinen | Entraîneur(s) adjoint(s) : Argiris Antifakos Entraîneur(s) adjoint(s) : Reijo Jokinen | : Joueuse blessée actuellement | : Joueuse blessée actuellement | : Joueuse blessée actuellement |